# Régime d'aide notifié
Un régime d’aide notifié à la Commission européenne est un cadre juridique permettant à un État-membre de l'Union européenne de verser des aides publiques à des entreprises. 